# Thismia caudata
Thismia caudata är en enhjärtbladig växtart som beskrevs av Paulus Johannes Maria Maas och Hillegonda Maas. Thismia caudata ingår i släktet Thismia och familjen Burmanniaceae. Inga underarter finns listade i Catalogue of Life.